# لیسکی

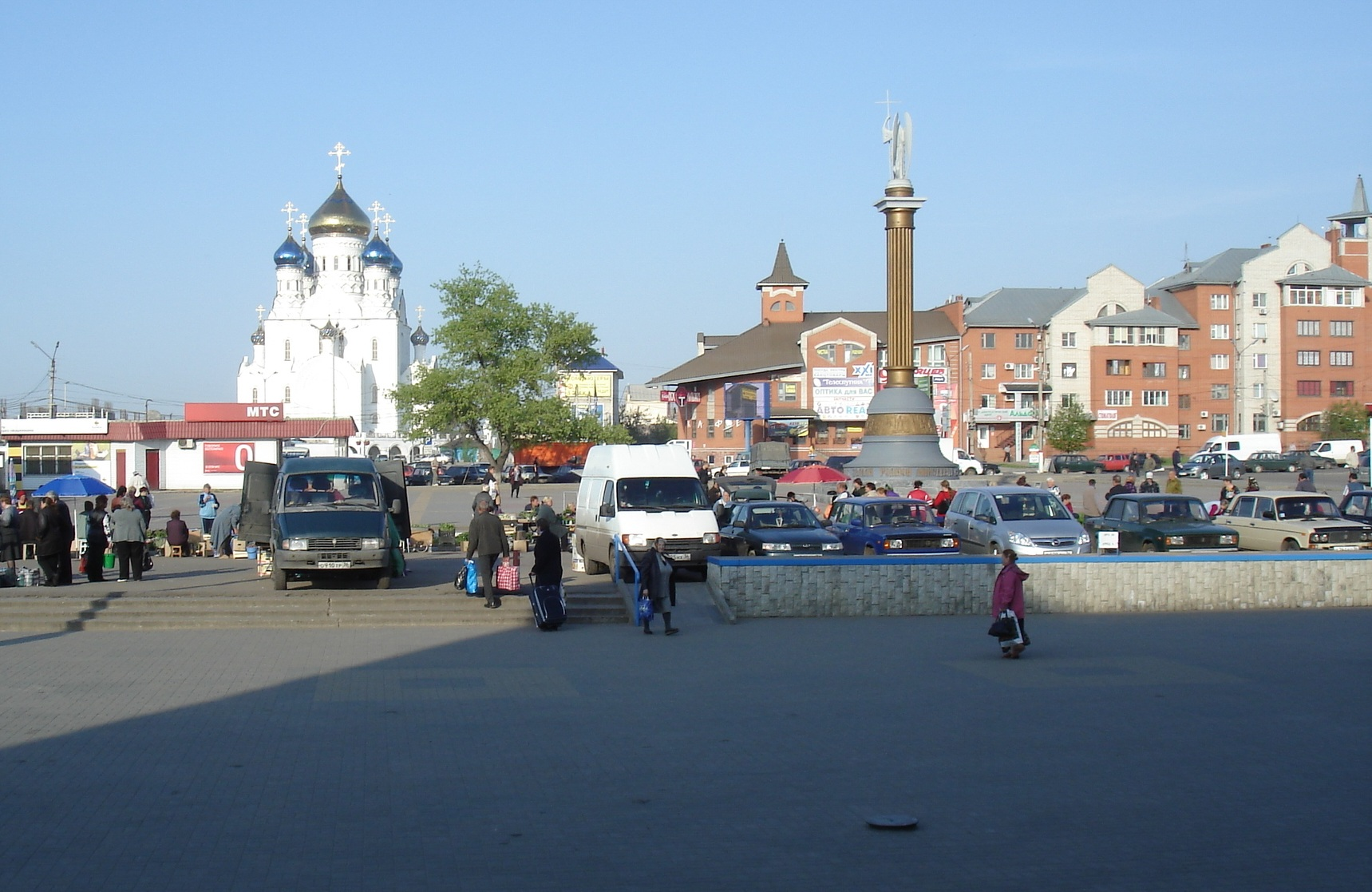

شهر لیسکی (به روسی: Лиски) در کشور روسیه و در اوبلاست وورونژ واقع شده‌است.